# Sachin Ratti
Sachin Ratti (* 17. April 1980) ist ein indischer Badmintonspieler. 

## Karriere
Sachin Ratti nahm 2000 am Thomas Cup, der Weltmeisterschaft für Herrenmannschaften im Badminton, teil. Dort startete er mit dem indischen Team in Gruppe A und wurde Vierter, was zu Platz sieben in der Endabrechnung beider Finalgruppen führte. Zwei Jahre später startete er bei den Commonwealth Games und wurde 17. im Herreneinzel.

## Referenzen
- Sachin Ratti beim Badminton-Weltverband

| Personendaten    | Personendaten              |
| ---------------- | -------------------------- |
| NAME             | Ratti, Sachin              |
| KURZBESCHREIBUNG | indischer Badmintonspieler |
| GEBURTSDATUM     | 17. April 1980             |